# المصلى (عمران)
المصلى هي إحدى قرى الجمهورية اليمنية. تتبع جغرافيا لمحافظة عمران وإداريًا لمديرية ظليمة حبور. يبلغ تعداد سكانها 1227 نسمة حسب الإحصاء الذي أجري عام 2004.